# Euphorbia chamaecaula
Euphorbia chamaecaula är en törelväxtart som beskrevs av Charles Alfred Weatherby. Euphorbia chamaecaula ingår i släktet törlar, och familjen törelväxter. Inga underarter finns listade i Catalogue of Life.